# Зняцівська сільська рада
| Зняцівська сільська рада — колишній орган місцевого самоврядування у Мукачівському районі Закарпатської області з адміністративним центром у с. Зняцьово. Сільській раді були підпорядковані населені пункти: - с. Зняцьово - с. Вінкове - с. Драгиня - с. Кінлодь - с. Червеньово |

## Склад ради
Рада складалася з 21 депутата та голови.

## Керівний склад сільської ради
| ПІБ                  | Основні відомості                                                 | Дата обрання | Дата звільнення |
| -------------------- | ----------------------------------------------------------------- | ------------ | --------------- |
| Сідун Надія Юріївна  | Сільський голова, 1953 року народження, освіта, позапартійна      | 26.03.2006   | 31.10.2010      |
| Брижак Іван Іванович | Сільський голова, 1953 року народження, освіта вища, безпартійний | 31.10.2010   |                 |

Примітка: таблиця складена за даними джерела